# Харуш, Ариэль
Ариэль Харуш (ивр. אריאל הרוש‎; 8 февраля 1988, Иерусалим, Израиль) — израильский футболист, вратарь клуба «Хапоэль» (Беэр-Шева). Игрок сборной Израиля.

## Биография

### Клубная карьера
Профессиональную карьеру начал в клубе «Бейтар», за который выступал с 2007 по 2014 год и провёл 171 матч в чемпионате Израиля. Летом 2014 года покинул клуб и перешёл в «Маккаби» (Нетания), в котором провёл один сезон. В 2015 году подписал контракт с «Хапоэль» (Тель-Авив). После вылета клуба из высшей лиги в 2017 году перешёл в кипрский «Анортосис». На Кипре отыграл 36 матчей, в которых пропустил 29 мячей, и занял с командой 3 место в лиге. По окончании сезона вернулся в Израиль, где подписал контракт с действующим чемпионом страны «Хапоэль» (Беэр-Шева).
18 июля 2019 года перешёл в роттердамскую «Спарту», подписав с клубом контракт на один сезон.
28 июня 2021 года вернулся в «Хапоэль» из Беэр-Шевы.

### Карьера в сборной
С 2010 года привлекался к матчам основной сборной Израиля. Дебют за главную команду страны состоялся 26 мая 2012 года в товарищеском матче со сборной Чехии.